# ATP Challenger Tour

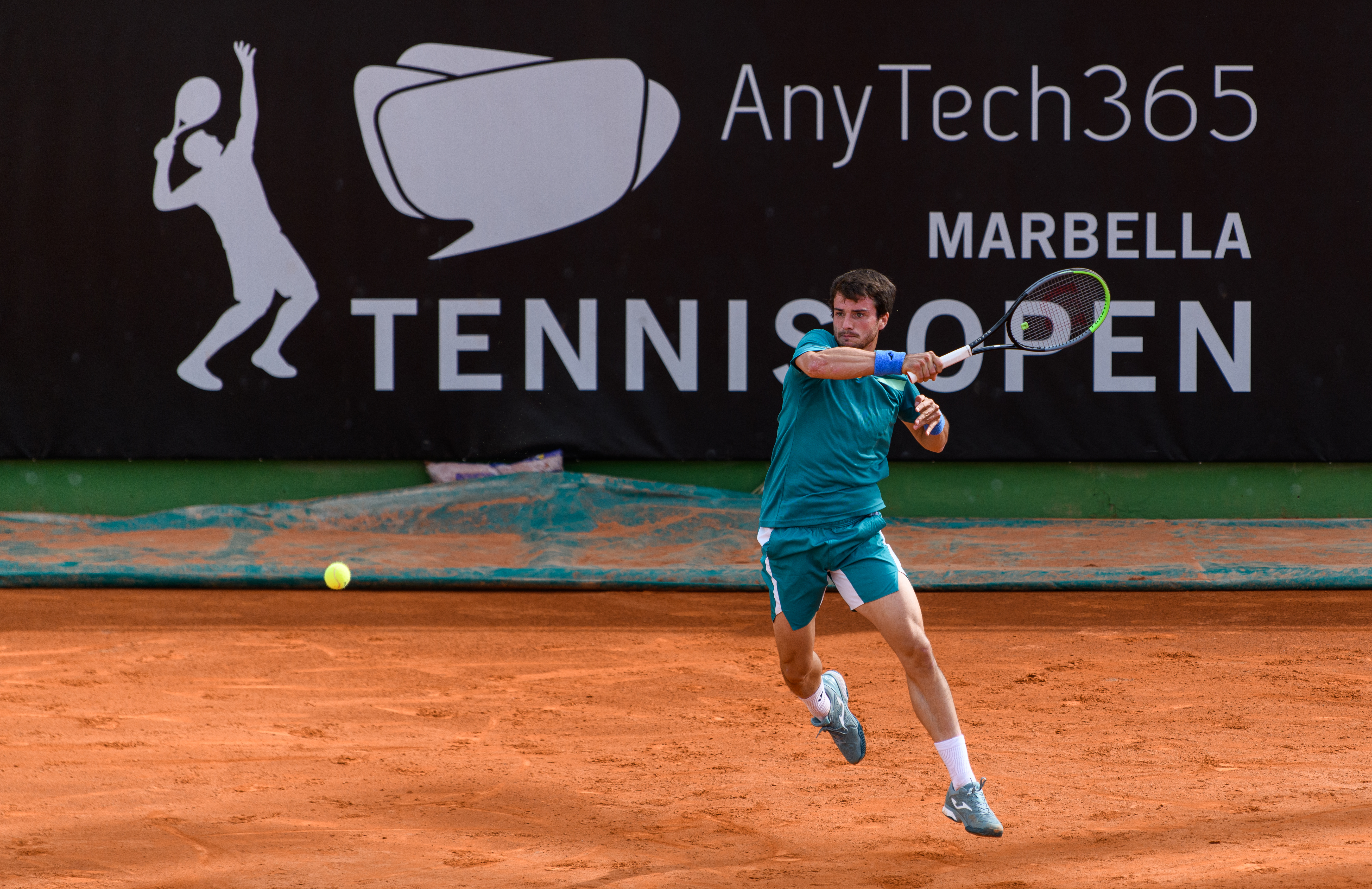
Pedro Martínez

El ATP Challenger Tour es una serie de torneos de tenis de la Asociación de Tenistas Profesionales (ATP). Constituye el segundo nivel del tenis profesional, por detrás del ATP Tour y por delante del tercer nivel, el ITF World Tennis Tour. En general, sirven para que los jugadores emergentes sumen puntos para intentar llegar a las clasificaciones de torneos más importantes. Generalmente, en los circuitos de Challengers, participan jugadores de ranking inferior al puesto 100 y reparten entre 50 y 150 mil dólares en premios. Normalmente, también se les da alojamiento y dietas.
Al ser un torneo de categoría menor, existen restricciones para los jugadores de mayor ranking. Estas son:
- Ningún jugador entre los puestos 1 al 10, 21 días antes del comienzo de un challenger, puede participar en uno.
- Los jugadores entre los puestos 11 al 50, 21 días antes del comienzo del torneo challenger, solo pueden participar mediante una Invitación otorgada por el torneo y aceptada por la ATP.
- Los jugadores del puesto 11 al 50, 21 días antes del comienzo del torneo challenger, no pueden recibir "Invitación" en challengers que ofrezcan menos de $50 000 en premios.

Existen torneos conocidos como "Súper challengers" que tienen status especial y no tienen restricciones de participación para jugadores fuera del top 10. Se juegan durante la segunda semana de los torneos grandes cuya duración es de 2 semanas (los Grand Slam y los Masters de Indian Wells y Miami) y en ellos suelen participar jugadores eliminados en las instancias iniciales de los torneos grandes nombrados. Por esta razón, estos challengers suelen presentar cuadro de jugadores notoriamente mejor situados en la lista ATP de lo común en un challenger, a veces mejores que en muchos torneos de ATP 250.

## Tretorn Serie +
En febrero de 2007, Tretorn se convirtió en la pelota oficial de la Serie Challenger y el patrocinador de una nueva serie compuesta por los torneos Challenger, con un premio de $100 000 o más.

## Calendario anual de torneos
La siguiente lista de torneos esta realizada con base en los torneos jugados en 2021.
| Categoría      | enero                                                                                       | febrero                                                    | marzo                                                                                      | abril | mayo                                                                                              | junio                                                        |
| -------------- | ------------------------------------------------------------------------------------------- | ---------------------------------------------------------- | ------------------------------------------------------------------------------------------ | --- | ------------------------------------------------------------------------------------------------- | ------------------------------------------------------------ |
| Challenger 175 |                                                                                             |                                                            | Phoenix                                                                                    | | Aix-en-Provence Cagliari Burdeos Turín                                                            |                                                              |
| Challenger 125 | Ottignies Quimper                                                                           | Manama Pau                                                 |                                                                                            | Oeiras Sarasota Seúl                                                                                             | Busan                                                                                             | Heilbronn Ilkley Nottingham Montechiarugolo Perugia Surbiton |
| Challenger 100 | Canberra Koblenz Numea                                                                      | Bangalore Chennai Pune Lille                               | Biena Lille Puerto Vallarta                                                                | | Mauthausen                                                                                        |                                                              |
| Challenger 75  | Burnie Cleveland Nonthaburi I Nonthaburi II Oeiras II Piracicaba Tenerife II Punta del Este | Cherburgo Burnie II Nottingham Tenerife III Waco New Delhi | Santa Cruz Antalya Girona Les Franqueses Lugano Saint-Brieuc Santiago Székesfehérvár Zadar | Barletta Florianópolis Madrid Morelos Murcia Ostrava Roma Roseto San Luis Potosí Savannah León Split Tallahassee | Francavilla al Mare Gwangju Little Rock Oeiras II Praga I Praga II Skopje Troisdorf Túnez Vicenza |                                                              |
| Challenger 50  | Nonthaburi III Oeiras I Indian Wells I Indian Wells II Buenos Aires I Buenos Aires II       | Glasgow                                                    | Kigali Hamburgo Merida                                                                     | Buenos Aires | Coquimbo Bogota                                                                                   |                                                              |

| Categoría      | julio                                                                                            | agosto                                                                                      | septiembre | octubre | noviembre                                                                               | diciembre |
| -------------- | ------------------------------------------------------------------------------------------------ | ------------------------------------------------------------------------------------------- | --- | --- | --------------------------------------------------------------------------------------- | --------- |
| Challenger 175 | Salzburgo                                                                                        |                                                                                             | Szczecin Orléans                                                                                                | |                                                                                         |           |
| Challenger 125 |                                                                                                  | Tulln an der Donau                                                                          | | Roanne |                                                                                         |           |
| Challenger 100 | Braunschweig Poznań Segovia                                                                      | San Marino                                                                                  | Sevilla Rennes                                                                                                  | Mouilleron-le-Captif Brest                                                                                             | Bratislava II                                                                           |           |
| Challenger 75  | Perugia Amersfoort Nur Sultan III Todi Cary I Nur Sultan IV Pozoblanco Tampere Lexington Trieste | Cordenons Liberec Meerbusch Lüdenscheid Verona Barletta Varsovia Como Mallorca Saint-Tropez | Banja Luka Cassis Kiev Cary II Estambul II Quito Ambato Biel Braga Bucarest Columbus Lisboa Lima I Murcia Sibiu | Barcelona Nápoles I Santiago II Alicante Nápoles II Santiago III Bogotá Buenos Aires Lošinj Ismaning Las Vegas Lima II | Charlottesville Bérgamo Eckental Guayaquil Tenerife Knoxville Temuco Montevideo Ortisei |           |
| Challenger 50  | Praga II Praga III                                                                               |                                                                                             | | |                                                                                         |           |